# 河村良彦
河村 良彦（かわむら よしひこ、1924年9月21日 - 2010年1月12日）は、日本の実業家。住友銀行（現：三井住友銀行）常務取締役を経て、イトマン社長を務めた。

## 人物・来歴
1924年、6人兄弟の末っ子として山口県に生まれる。山口商業学校（戦後の商業高等学校に相当する学校）を1942年に卒業して、住友銀行に「ノンキャリア」行員として入行した。
磯田一郎（後に住友銀行頭取）は、住友銀行専務取締役だった1972年に、ノンキャリア行員ながら既に頭角を現していた河村について、下記の趣旨を述べている。
| 「 | 銀座支店長の河村君は、学卒行員（旧制大学または旧制高等商業学校卒業者）に換算すると、昭和23年（1948年）入行者と同じ扱い。（要約） | 」 |

住友銀行下関支店へ配属の後、召集され中国大陸での転戦を経て復員。大阪市内の営業店へ転勤となる傍ら、働きながら関西大学経営学部（夜間）に7年間通い、1953年に卒業した。その後キャリアを積み、抜群の営業センスを身に着けた。『中興の祖』と称される磯田一郎が本店営業部長を務めた際、次長は巽外夫が、部長代理は河村が担った。その際河村は業績を伸長させた。
栄町、渋谷、銀座の支店長を歴任後、取締役に選出。銀座支店長時代には水商売相手に積極的な預金勧誘を試みたほか、渋谷支店長時代にはリテール強化を打ち出すなど、当時としては異色の営業活動を実践した。その後常務にまで昇進し、副頭取になった西貞三郎と共に、商業高校出身ながら戦後の住友銀で異例の大出世を遂げた。
1975年1月、取締役人形町支店長を在任時、『天皇』と呼ばれた堀田庄三から直々に、大証および東証に上場していた老舗企業伊藤萬の再建を命じられ、程なくして、常務・本店支配人に昇格後、同年4月理事として伊藤萬に転じ、続く5月には副社長に就任。さらに同年11月28日、創業家出身の4代目社長であった伊藤寛を引き継ぎ、第5代社長に就任した。このイトマン入りの人事は副頭取に就任していた磯田が、河村が過去に伊藤忠商事や丸紅を長く担当していたことから、その手腕に期待し河村の派遣を段取ったものであった。
イトマンは大阪・船場に開業した洋反物商「伊藤萬商店」を起源とするが、戦後の産業構造の変化に伴い、1970年には大規模な機構改革を実施した上で非繊維部門の充実に着手した。しかし、同様に船場を発祥とする繊維商社が総合商社へ転換し飛躍したのにかかわらず、全般にイトマンの業績は低迷した。そこにオイルショックも重なり、経営はじり貧に陥り倒産寸前であった。そうした中、河村は土日も出社し、約千名の社員とも対話を重ね、「意識革命」を徹底し、結果として2年後には48億4900万円もあった累積赤字を一掃、翌年には早くも復配にこぎつけることに成功する。また、安宅産業が解体処理された折には、同社の繊維部門の人員の200名以上を引き受けたほか、1989年には2000億円の負債を抱えていたワンルームマンション販売を手掛ける杉山商事（後のイトマントータルハウジング）も引き受けた。さらに住友銀による平和相互銀行の吸収合併の際には、同行創業家の小宮山一族から株式を取得しようとする川崎定徳社長のため、河村が磯田の意向をくみ完全子会社であったイトマンファイナンスを介し、川崎定徳に取得費用を融資した。この後、同社が取得した株式は住友銀に譲渡された。これによって1986年10月1日、住友銀は競争相手を退け、平和相互銀を吸収。関西系であった住友銀における首都圏攻勢の足場が築かれた。
しかし、社長就任以来達成していた増収増益が途絶えた頃から、利益至上主義を希求するワンマン体制のひずみが表出し、石油の信用取引である石油業転に手を出し失敗。訴訟沙汰にまで発展し、イトマンの信用は大きく失墜した。また提携した居酒屋チェーンつぼ八の強引な買収や、イトマンファイナンスの大証上場計画にまつわる不正、さらに当時霊感商法として批判を集めていたハッピーワールドへの融資にも焦点が当たっていた。これら問題の表面化に伴い、経営も徐々に悪化。そこで拡大路線の切り札として伊藤寿永光をイトマンに入社させる。
その後、許永中がイトマンに総額528億円以上の絵画を仕入れさせたほか、さまざまなプロジェクトへの資金を出させるなどして、イトマンから資金を引き出して着服したとされた。
この事件の発覚によって河村は、1991年7月、特別背任容疑などで大阪地検特別捜査部から逮捕、起訴された。裁判は最高裁まで行き、2005年に懲役7年の刑が確定した。
なお公判中、1999年 (平成11年) の大阪府知事選挙 (4月11日投票) に無所属で立候補、「大阪遷都」「奈良の観光基地化」「天皇家を世界中の宗教の神様として崇め奉ろう」などの公約を掲げて出馬したが、河村は立候補者9人のうち8位の18,385票で落選（供託金没収）。横山ノックが再選された。
奇しくも、忌日は磯田一郎の誕生日と同日であった。